# Holden (Missouri)
Holden is een plaats (city) in de Amerikaanse staat Missouri, en valt bestuurlijk gezien onder Johnson County.

## Demografie
Bij de volkstelling in 2000 werd het aantal inwoners vastgesteld op 2510.
In 2006 is het aantal inwoners door het United States Census Bureau geschat op 2521, een stijging van 11 (0,4%).

## Geografie
Volgens het United States Census Bureau beslaat de plaats een oppervlakte van
6,2 km², geheel bestaande uit land. Holden ligt op ongeveer 269 m boven zeeniveau.

## Plaatsen in de nabije omgeving
De onderstaande figuur toont nabijgelegen plaatsen in een straal van 16 km rond Holden.